# Pavel Christov
Pavel Christov Ivanov (bulharsky Павел Христов Иванов * 3. února 1959 Kapitan Andreevo, Chaskovská oblast) je bývalý bulharský reprezentant v zápase. V roce 1979 vybojoval bronzovou medaili na mistrovství světa. V roce 1973 a 1979 vybojoval stříbrnou medaili na mistrovství Evropy. V roce 1980 v Moskvě vybojoval v zápase řecko-římském ve váhové kategorii do 48 kg čtvrté místo. Po těchto hrách ukončil aktivní sportovní kariéru.